# Јељњански рејон
Јељњански рејон (рус. Ельнинский район) административно-територијална је јединица другог нивоа и општински рејон у југоисточном делу Смоленске области, у европском делу Руске Федерације.
Административни центар рејона налази се у граду Јељњи. Према проценама националне статистичке службе, на подручју рејона је 2014. живело 14.042 становника или у просеку 11,1 ст/км².

## Географија
Јељњански рејон обухвата територију површине 1.808,15 км² и на 13. је месту по површини међу рејонима Смоленске области. Граничи се са Дорогобушким рејоном на северу, са Глинкавичким рејоном на северозападу, на североистоку је Угрански рејон, док су на југозападу и југу Починковски и Рослављански рејон. На истоку се граничи са Калушком облашћу.
У мочварном подручју Голубој мох недалеко од Јељње свој ток почиње река Десна, лева притока Дњепра. Преко територије рејона такође протичу реке Угра, Ужа, Стрјана и Усија.

## Историја
Јељњански округ по први пут је формиран још 1775. као једна од административних целина тадашње Смоленске губерније Руске Империје. Привремено је расформиран 1796, а поново формиран 1802. године. У садашњим границама је од 1929. године

## Демографија и административна подела
Према подацима пописа становништва из 2010. на територији рејона је живело укупно 14.948 становника, а готово 70% становника је живело у административном центру. Према процени из 2014. у рејону је живело 14.042 становника, или у просеку 11,1 ст/км².
| 1959. | 1970. | 1989.  | 2002.  | 2010.  | 2014.   |
| ----- | ----- | ------ | ------ | ------ | ------- |
| ---   | ---   | 19.699 | 17.457 | 14.948 | 14.042* |

Напомена: према процени националне статистичке службе.
Административно, рејон је подељен на 10 сеоских и једну градску општину. Град Јељња је административни центар рејона и седиште једине градске општине.

## Привреда и саобраћај
Једини извор прихода је пољопривредна производња, а посебно млечно и месно сточарство, те узгој житарица и лана.
Најважнији саобраћајни правци који пролазе преко територије овог рејона су железница на линији Смоленск—Сухиничи и регионални друмски правац Р137 Сафоново (М1)—Дорогобуж—Јељња—Рослављ.